# Капустин, Александр Николаевич
Алекса́ндр Никола́евич Капу́стин (1 ноября 1896 — 28 апреля 1965) — советский дипломат. Чрезвычайный и полномочный посол.

## Биография
Родился 1 ноября 1896 года. Член ВКП(б)/КПСС. На дипломатической работе с 1940 года.
- С 1940 по 22 июня 1941 года — 3-й секретарь Полномочного представительства — Посольства СССР в Германии (дипломатические отношения прерваны из-за войны).
- В 1941 году — на ответственной работе в центральном аппарате НКИД СССР.
- В 1941—1943 годах — сотрудник Посольства СССР в Иране.
- С 1943 по октябрь 1945 года — советник Посольства СССР в США.
- С 10 октября 1945 по 19 июля 1953 года — чрезвычайный и полномочный посол СССР в Мексике.
- В 1954—1955 годах — заместитель заведующего Протокольным отделом МИД СССР.

С 1955 года Александр Николаевич был в отставке, находился на пенсии.
Умер в 1965 году в Москве. Похоронен на Новодевичьем кладбище. Рядом похоронена его жена — Зоя Ильинична Капустина (1898—1985).

## Награды
- орден Отечественной войны II степени (5 ноября 1945)
- орден Трудового Красного Знамени (3 ноября 1944)